# 屠基达
屠基达（1927年12月11日—2011年2月16日），中国工程院院士，中国航空工程师。

## 生平
浙江省绍兴市人。1951年毕业于交通大学航空系。主要主持了歼-7战斗机的设计工作，被称为“歼7之父”。同时也是南京航空航天大学教授、博士生导师。